# Alberto Correia Neto
Alberto Correia Neto (* 8. Juli 1949 in Quimbele) ist ein angolanischer Diplomat.

## Leben
Er wurde als Sohn von Borges Francisco und Maria José Correia geboren. 1957 wurde er eingeschult und besuchte Grundschule und weiterführende Schule in Luanda. 1969 absolvierte er an der damaligen Universität Luanda (heute Universidade Agostinho Neto) eine medizinisch-chirurgische Ausbildung.
In den 1960er Jahren engagierte er sich in der angolanischen Befreiungsbewegung Movimento Popular de Libertação de Angola (MPLA) und wirkt ab 1965 in derer militärischer Untergrundbewegung. Am 6. Januar 1970 wurde er von der Polizei der portugiesischen Kolonialmacht PIDE-DGS verhaftet und im Lager Campo do Tarrafal auf den Kap Verden inhaftiert. Nach der Nelkenrevolution in Portugal kam er am 1. Mai 1974 frei. Im Juni 1974 reiste er über Portugal wieder nach Luanda und schloss sich dort der Guerilla der MPLA an. Er war Teilnehmer der interregionalen MPLA-Militantenkonferenz und wurde Mitglied der Volksarmee für die Befreiung Angolas (FAPLA). Als Praktikant war er beim Zentrum für revolutionäre Bildung CIR-Kalunga tätig.
1978 übernahm er erstmals eine politische Funktion.
Er erwarb 1991 einen Bachelor-Abschluss in Wirtschaftswissenschaften an der Universität Agostinho Neto.
Von 2000 bis 2006 war er Botschafter seines Landes in Brasilien. Im Jahr 2011 wurde er angolanischer Botschafter in Deutschland mit Sitz in der Angolanischen Botschaft in Berlin. Am 17. Oktober 2012 wurde er in Tschechien nebenakkreditiert.

## Persönliches
Er ist verheiratet und Vater zweier Kinder.